# I. e. 76
Évszázadok: i. e. 2. század – i. e. 1. század – 1. század
Évtizedek: i. e. 120-as évek – i. e. 110-es évek – i. e. 100-as évek – i. e. 90-es évek – i. e. 80-as évek – i. e. 70-es évek – i. e. 60-as évek – i. e. 50-es évek – i. e. 40-es évek – i. e. 30-as évek – i. e. 20-as évek
Évek: i. e. 81 – i. e. 80 – i. e. 79 – i. e. 78 –  i. e. 77 –  i. e. 76 – i. e. 75 – i. e. 74 – i. e. 73 – i. e. 72 – i. e. 71

## Események

### Róma
- Cnaeus Octaviust és Caius Scribonius Curiót választják consulnak.
- Cnaeus Sicinius néptribunus demokratikus reformokat követel, de a szenátus ellenáll.
- Pompeius tavasszal benyomul Hispania Citerior provinciába és meghódoltatja az iacetani és ilergetes törzseket. Lauróhoz vonul, amelyet Sertorius ostrom alatt tart, de vereséget szenved tőle. Sertorius elfoglalja és felégeti a várost. Pompeius visszavonul és Pompaelo térségében újraszervezi csapatait.
- Caius Cosconius illyricumi proconsul kétéves ostrom után elfoglalja a dalmátok fővárosát, Szalónát.

### Júdea
- Alexandrosz Iannaiosz júdeai király a Gerasza közelében fekvő Ragaba ostroma közben megbetegszik és meghal. Az ország kormányzását özvegye, Salome Alexandra veszi át, a jeruzsálemi főpapi címet pedig legidősebb fia, II. Hürkanosz kapja. Salome Alexandra a szadduceusok helyett a farizeusokra, főleg fivérére, a befolyásos Simon ben Setahra támaszkodik.

## Születések
- Caius Asinius Pollio, római író, politikus
- Iulia, Caesar lánya

## Halálozások
- Alexandrosz Iannaiosz, júdeai király

## Fordítás
- Ez a szócikk részben vagy egészben  a(z)   76 av. J.-C. című francia Wikipédia-szócikk ezen változatának fordításán alapul.  Az eredeti cikk szerkesztőit annak laptörténete sorolja fel. Ez a jelzés csupán a megfogalmazás eredetét és a szerzői jogokat jelzi, nem szolgál a cikkben szereplő információk forrásmegjelöléseként.